# Ludwig Waldleitner
Ludwig « Luggi » Waldleitner, né le 1er décembre 1913 à Kirchseeon et mort le 16 janvier 1998 à Innsbruck, est un producteur de cinéma allemand.

## Biographie
Fils de restaurateur, il commence dans le cinéma dans les années 1930 comme premier assistant opérateur de Gustav Lantschner ainsi que premier assistant de production sur le film Les Dieux du stade de Leni Riefenstahl. Il travaille pour différentes sociétés de production. En 1942, il intègre Berlin-Film jusqu'à sa dissolution en 1945.
Après la guerre, il fonde avec sa partenaire Ilse Kubaschewski le Kurfilmtheater à Oberstdorf et la société Gloria Filmverleih. Il supervise le doublage de films et travaille de 1949 à 1951 comme directeur de la production de Berolina Film, société de Kurt Ulrich.
Fin 1951, Waldleitner crée sa propre société de production Roxy Film. Il produit l'année suivante son premier film, Bis wir uns wiederseh'n. Il devient l'un des plus importants producteur du cinéma allemand dans les années 1960 et collabore avec des sociétés italiennes et françaises.
Waldleitner fait des films à la mode, mais aussi des adaptations littéraires ambitieuses, comme les romans de Johannes Mario Simmel dans les années 1970. Il soutient aussi le nouveau cinéma allemand, comme Lili Marleen de Rainer Werner Fassbinder.
Par ailleurs, il contribue à promouvoir le cinéma en Bavière. Il laisse une grande partie de son héritage au Musée du cinéma allemand à Francfort-sur-le-Main. En son honneur, il crée un prix en son nom. Il est inhumé au cimetière de Nymphenburg.

## Filmographie
- 1952 : Bis wir uns wiederseh’n
- 1952 : Tausend rote Rosen blühn
- 1953 : Liebeskrieg nach Noten
- 1953 : Alles für Papa
- 1953 : Regina Amstetten
- 1954 : Ihre große Prüfung
- 1955 : Oasis
- 1955 : Die Barrings
- 1957 : Der kühne Schwimmer
- 1957 : Le Médecin et l'amour
- 1959 : La Fille Rosemarie
- 1960 : Opération coffre-fort
- 1960 : Conny und Peter machen Musik
- 1960 : Le Joueur d'échecs
- 1960 : Ingeborg
- 1961 : La Mystérieuse Madame Cheney
- 1962 : Straße der Verheißung
- 1962 : 90 Minuten nach Mitternacht
- 1963 : Wochentags immer
- 1963 : Elf Jahre und ein Tag
- 1965 : Je la connaissais bien
- 1966 : Espionnage à Capetown
- 1966 : Les Dieux sauvages
- 1966 : Le Jardinier d'Argenteuil
- 1966 : Opération San Gennaro (Operazione San Gennaro) de Dino Risi
- 1967 : Der Tod eines Doppelgängers
- 1967 : Vingt-quatre heures de la vie d'une femme
- 1968 : Komm nur, mein liebstes Vögelein
- 1968 : Manon 70
- 1968 : Die Ente klingelt um halb acht
- 1969 : Vénus en fourrure
- 1969 : Sieben Tage Frist (de)
- 1969 : Herzblatt oder Wie sag ich’s meiner Tochter?
- 1969 : Cannabis
- 1969 : La Horse
- 1970 : Das gelbe Haus am Pinnasberg
- 1970 : Perrak (de)
- 1970 : La Servante
- 1970 : Les Mantes religieuses
- 1970 : Incontro d'amore a Bali
- 1971 : Der scharfe Heinrich (de)
- 1971 : Jeunes filles chez le gynécologue (de)
- 1971 : Und Jimmy ging zum Regenbogen
- 1971 : Les Lèvres rouges
- 1971 : Schüler-Report
- 1971 : L'Amour n'est qu'un mot (en)
- 1972 : Der Stoff aus dem die Träume sind (de)
- 1972 : La Pluie noire
- 1973 : Alle Menschen werden Brüder
- 1973 : Gott schützt die Liebenden
- 1973 : Einer von uns beiden
- 1974 : Drei Männer im Schnee
- 1974 : Seul le vent connaît la réponse
- 1975 : Bis zur bitteren Neige
- 1975 : Sternsteinhof
- 1976 : Die Elixiere des Teufels (de)
- 1976 : Das Netz
- 1976 : Rosemaries Tochter
- 1977 : Die Jugendstreiche des Knaben Karl
- 1977 : La Cellule en verre
- 1978 : Der Mann im Schilf
- 1981 : Lili Marleen
- 1982 : Wie hätten Sie's denn gern?
- 1982 : Plus rien à perdre
- 1983 : Ediths Tagebuch
- 1984 : Kassensturz
- 1984 : Mama mia – nur keine Panik
- 1985 : Seitenstechen
- 1986 : Geld oder Leber (de)
- 1986 : Bitte laßt die Blumen leben
- 1986 : Ballhaus Barmbek
- 1988 : Starke Zeiten (de)
- 1988 : Zärtliche Chaoten II
- 1989 : Silence Like Glass
- 1989 : Sukkubus – Den Teufel im Leib
- 1990 : Café Europa
- 1993 : Mr. Bluesman
- 1993 : Fiorile
- 1993 : Der Kinoerzähler
- 1996 : Roula – Dunkle Geheimnisse
- 1996 : Honigmond
- 1996 : Diebinnen
- 1996 : Au-delà du silence
- 1998 : Sieben Monde
- 1998 : Angel Express

## Source de la traduction
- (de) Cet article est partiellement ou en totalité issu de l’article de Wikipédia en allemand intitulé « Ludwig Waldleitner » (voir la liste des auteurs).